# Comment lui dire

Comment lui dire est un téléfilm français réalisé par Laurent Firode et 2006.

## Synopsis
Gérard et Marie-Claude se sont séparés au bout de vingt ans de mariage et ont entamé une procédure de divorce. Lui a refait sa vie avec Charlotte, elle partage désormais l'existence de Raoul. Quant à leur fille Caroline, 20 ans, elle s'est habituée à cette nouvelle donne. Mais les ex-époux ont choisi de cacher la vérité à la mère de Gérard, Gisèle. Elle a recueilli et élevé Marie-Claude, orpheline à deux ans de ses parents, et serait assurément bouleversée à l'idée que tous deux ne se supportent plus. Pour l'heure, la vieille dame réunit la famille au complet à l'occasion des fêtes de Noël. Du coup, Gérard et Marie-Claude envisagent d'en profiter pour lui révéler enfin le pot-aux-roses. Mais, surprenant une vive altercation entre les deux, Gisèle comprend l'étendue du désastre et n'a, dès lors, plus qu'une obsession : les rabibocher…

## Fiche technique
- Titre : Comment lui dire
- Réalisation : Laurent Firode
- Scénario : Roland Magdane
- Scénario : Laurent Firode
- Musique : Peter Chase

## Distribution
- Roland Magdane : Gérard
- Catherine Jacob : Marie-Claude
- Louison Roblin : Gisèle
- Valérie Vogt: Charlotte
- Roger Dumas : Raoul Latour
- Michel Francini : le docteur Girelier
- Chloé Stefani: Caroline
- Irène Ismaïloff : Martine
- Patrick Robine : Jean / John Latour
- Fred Bouraly : le contrôleur
- Husky Kihal : Michel
- Carole Deffit : la boulangère
- Olivier Azam : le boulanger
- Ludmila Mikhailova : la femme